# Gyrostigma
Gyrostigma ist eine Gattung der zu den Dasselfliegen zählenden Magendasseln. Die Larven der Gyrostigma-Arten parasitieren im Magen von Nashörnern.

## Merkmale
Es handelt sich um große Fliegen mit einer Körperlänge von 24 bis 35 Millimeter (Gyrostigma rhinocerontis) bzw. 20 bis 24 Millimeter (Gyrostigma conjungens), mit auffallend langen, schlanken Beinen. Gyrostigma rhinocerontis ist überwiegend schwarz gefärbt, mit rauchig schwarz verdunkelten Flügeln. Abstechend rötlich orange gefärbt ist der Kopf mit den Antennen, ein variabel gestalteter Mittelstreifen auf dem Rumpf, vom Kopf bis zur Spitze des Skutellums (der sehr selten auch fehlen kann), die Beine und meist auch die Spitze des Hinterleibs. Gyrostigma conjungens ist gelb bis rotbraun gefärbt, ohne abweichend gefärbten Mittelstreifen auf dem Rumpf.
Diagnostische Merkmale für die Gattung sind: Die Ocellen sind vollständig fehlend. Am Kopf ist die hufeisenförmige Ptilinalnaht deutlich erkennbar. Die Antenne besteht, wie typisch für Fliegen, aus drei Segmenten, bei der Gattung ist die Fühlerborste (Arista) nackt und das zweite Fühlerglied auffallend groß und tief gespalten und schließen das kleinere dritte Segment zwischen sich ein, sein dorsaler Teil bedeckt in Aufsicht das Segment. Es sind lange und tiefe Antennengruben vorhanden, die durch einen Mittelkiel gegliedert sind. Die Mundwerkzeuge sind rudimentär und funktionsuntüchtig, neben den Resten des Rüssels sind zwei Taster (Palpen) erkennbar. Am Rumpf ist das Postscutellum (ein Rumpfabschnitt) fehlend. An den Fußgliedern sind keine Haftpolster (Pulvilli) ausgebildet.
Die Larven erreichen bis zu 40 Millimeter Länge. Sie sind überwiegend weiß bis gelblich, die frühen Stadien blassrosa, gefärbt. Der Körper besteht aus 11 Segmenten, wobei die Grenze der ersten beiden schwer erkennbar ist. Das dritte bis elfte Segment trägt am Hinterende drei bis vier Reihen von abstehenden Dörnchen, wobei diejenigen der ersten Reihe am längsten sind. Am fünften bis achten Segment sitzt seitlich hinten zudem je ein Feld mit etwa fünf zusätzlichen Dörnchen. Zur Bestimmung ist die Gestalt der Stigmenplatte (Peritrema) am Hinterende der Larven maßgeblich.

## Lebensweise
Weibchen von Gyrostigma legen ihre Eier auf der Haut ihres Wirts im Kopfbereich ab, nach einigen Angaben sollen sie den Bereich um die Hörner bevorzugen. Das erste Larvenstadium dringt vermutlich über Mund oder Nasenlöcher in den Wirt ein (dieser Vorgang wurde nie beobachtet und ist im Detail unbekannt). Sobald sie den Magen erreicht haben, verankern sie sich in der Magenwand. Dabei helfen ihnen, neben den hakenartigen Mundwerkzeugen, die auf allen Segmenten ausgeprägten Dornen. Beim Ablösen hinterlassen die Larven tiefe Gruben in der Magenwand, die allerdings nicht vernarben. Der Schaden für den Wirt Nashorn wird deshalb als eher gering bewertet. Im Magen eines einzelnen Nashorns finden sich oft sehr zahlreiche, manchmal viele Hundert, Larven. Die Larven durchlaufen drei Larvenstadien, bei denen sie stark an Größe zunehmen. Es wird eine eher geringe Wachstumsgeschwindigkeit vermutet, dies ist aber nicht durch direkte Beobachtungen nachgewiesen. Verpuppungsreife Altlarven des dritten Stadiums lösen sich von der Magenwand und werden mit dem Kot aus dem Anus ausgeschieden. Die schwarz gefärbten Puppen sind nicht in den Kothaufen der Art zu finden, die Larven verlassen diese offenbar, um sich abseits zu verpuppen. Die Imagines schlüpfen nach sechs Wochen Puppenruhe. Über die Lebensweise der imaginalen Fliegen ist nahezu nichts bekannt, man kennt diese vor allem anhand von im Labor aus den Larven gezüchteten Exemplaren. Imagines von Gyrostigma sumatrensis sind vollkommen unbekannt. Da die Tiere keine funktionalen Mundwerkzeuge besitzen, leben sie wohl nur kurze Zeit, einige Tage lang. Sie scheinen zudem nachtaktiv zu sein. Letztlich beruht der Mangel an Beobachtungen wohl auch darauf, dass sich nicht viele Entomologen einem lebenden Nashorn nähern wollen, um die Fliegen zu suchen.
Während von Gyrostigma rhinocerontis zwei Generationen pro Jahr angegeben werden (März bis April und Oktober bis Dezember), deuten die spärlichen Meldungen bei Gyrostigma conjungens auf nur eine Generation hin.
Die Larven der Art wurden verschiedentlich durch Wildfänge von Nashörnern aus Südafrika versehentlich in europäische Zoos mit importiert. Soweit bekannt, geht von ihnen keine Gesundheitsgefährdung für die Nashörner aus. Eine Behandlung gilt daher als unnötig.

## Phylogenie, Taxonomie, Systematik
Die Gattung Gyrostigma ist eine von drei Gattungen der Magendasseln (Gasterophilinae). Nächstverwandt und Schwestergruppe ist nach genetischen und morphologischen Daten die Gattung Gasterophilus, die im Magen von Pferden vorkommt.
Die Gattung umfasst nur drei Arten:
- Gyrostigma rhinocerontis Owen, 1830. Die bekannteste Art. Die Larven wachsen im Magen des Spitzmaulnashorns oder des Breitmaulnashorns heran. Die Nashorndasselfliege ist die größte afrikanische Fliege.
- Gyrostigma conjungens Enderlein, 1901. Larven der Art wurden im Magen eines Spitzmaulnashorns entdeckt, das am Kilimandscharo in Tansania geschossen worden war. 1961 wurden aus einem Nashorn aus dem Tsavo-East-Nationalpark Larven isoliert, die zur Imago gezogen wurden. Seitdem wurde kein Exemplar mehr beobachtet.
- Gyrostigma sumatrensis Brauer, 1884. Die Art ist nur bekannt von Larvenfunden, die 1884 am Sumatra-Nashorn gefunden wurden. Die Funde gehen auf verendete Tiere in den Zoos von Hamburg und Leipzig zurück.

Die Arten gelten als bestandsbedroht, da sie ausschließlich an Nashörnern leben, die selbst vom Aussterben bedroht sind. Es ist möglich, dass noch weitere Arten existieren, aber noch unbeschrieben sind. Möglicherweise sind auch einige Arten bereits ausgestorben, da die Anzahl der Nashörner stetig sinkt.